# Giordano Turrini
Giordano Turrini   (Anzola dell'Emilia, 28 de març de 1942) és un ciclista italià, ja retirat, que fou professional entre 1969 i 1981. Es dedicà al ciclisme en pista, especialitzant-se en les proves de velocitat.
Com a ciclista amateur va prendre part en els Jocs Olímpics de Mèxic de 1968, en què va guanyar la medalla de plata en la prova de velocitat individual, per darrere Daniel Morelon i superant Pierre Trentin.
Com a professional destaquen dues medalles de plata i dues de bronze en diferents campionats mundials de ciclisme en pista, així com vuit títols nacional i un d'europeu.

## Palmarès
- 1964
  -  Campió d'Itàlia amateur de tàndem, amb Giovanni Pettenella
- 1965
  -  Campió d'Itàlia amateur de velocitat
- 1966
  -  Campió d'Itàlia amateur de tàndem, amb Walter Gorini
- 1967
  -  Campió d'Itàlia amateur de velocitat
- 1968
  -  Campió del món amateur de tàndem, amb Walter Gorini
  -  Campió d'Itàlia amateur de tàndem, amb Walter Gorini
  -  Medalla de plata als Jocs Olímpics de Ciutat de Mèxic en velocitat individual
- 1970
  -  Campió d'Itàlia de velocitat
- 1971
  -  Campió d'Itàlia de velocitat
- 1972
  - Campió d'Europa de Velocitat
  -  Campió d'Itàlia de velocitat
- 1974
  - Campió d'Europa de Velocitat
  -  Campió d'Itàlia de velocitat
- 1975
  -  Campió d'Itàlia de velocitat
- 1976
  - Campió d'Europa de Velocitat
- 1977
  - Campió d'Europa de Velocitat
- 1978
  - Campió d'Europa de Velocitat
  -  Campió d'Itàlia de velocitat
- 1979
  - Campió d'Europa de Velocitat
  -  Campió d'Itàlia de velocitat
- 1980
  -  Campió d'Itàlia de velocitat